# Разживин, Виктор Николаевич
Виктор Николаевич Разживин (3 сентября 1913, Санкт-Петербург — 5 мая 1995, там же) — советский баскетболист и баскетбольный тренер. Заслуженный мастер спорта СССР (1951), заслуженный тренер СССР (1957). Судья всесоюзной категории (1956), судья международной категории (1957).

## Биография
В баскетбол начал играть в 1928 году. Выступал за 198-й школу Петроградского района, в которой учился.
С 1930 по 1936 год играл за команду Ленинградского металлического завода. Одновременно окончил ФЗУ при ЛМЗ.
В сезоне 1937 года играл в команде своего вуза. В 1938—1940 гг. играл в чемпионате СССР за «Буревестник». Дважды (1938, 1940) становился чемпионом СССР.
С началом Великой Отечественной войны на фронте, майор. Награжден орденами Красной Звезды (30.12.1956), Орден Отечественной войны II степени (06.04.1985), медалями «За боевые заслуги» (19.11.1951), «За победу над Германией в Великой Отечественной войне 1941—1945 гг.».
После войны с 1945 по 1951 год играл за СКА. В 1946 году присвоено звание мастера спорта СССР.
Окончил ГОЛИФК им. П. Ф. Лесгафта.
Тренерскую работу начал, будучи активным игроком — был играющим тренером «Буревестника» и СКА.
Работал со сборной СССР, которая стала чемпионом Европы 1951 года.
В 1951-54 — главный тренер женской команды «Искра», бронзового призёра чемпионата СССР 1953 года.
В 1958-61 годах возглавляет тренерский штаб «Спартака». Под его руководством команда завоевала путёвку в высшую лигу.
Также работал тренером в ДЮСШ Московского района Ленинграда (1961—1964), старшим тренером ленинградского горсовета (ЛГС) ДСО «Спартак» (1964—1987). Председатель Федерации баскетбола Ленинграда (1970—1990), член президиума Федерации баскетбола СССР.
В качестве обслуживал матчи всесоюзных, европейских клубных турниров, международных дружеских спортигр молодёжи.
Скончался 5 мая 1995 года в Санкт-Петербурге. Похоронен на Смоленском кладбище.